# Suctobelbella pumila
Suctobelbella pumila är en kvalsterart som beskrevs av Chinone 2003. Suctobelbella pumila ingår i släktet Suctobelbella och familjen Suctobelbidae. Inga underarter finns listade i Catalogue of Life.